# Рожок (Кашарский район)
Рожо́к — хутор в Кашарском районе Ростовской области.
Входит в состав Фомино-Свечниковского сельского поселения.

## Население
| 2010 |
| ---- |
| 97   |

## Улицы
- ул. Звездная,
- ул. Набережная,
- ул. Солнечная.